# Solarhybrid

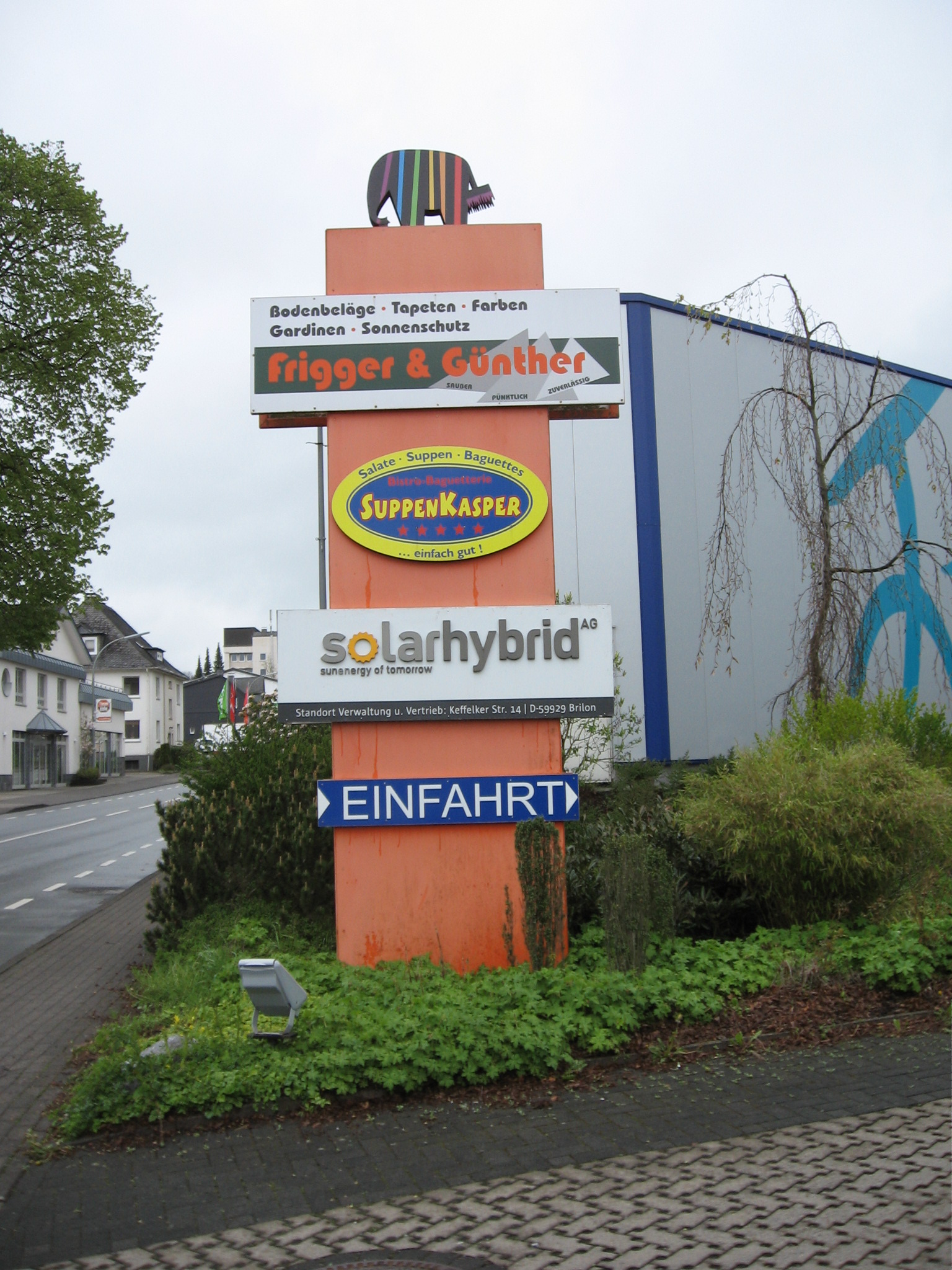
Schild von Solarhybrid an der Einfahrt zur Firmenzentrale in Brilon (NRW).

Die Solarhybrid AG ist ein seit März 2012 insolventes deutsches Unternehmen, das sich auf die Entwicklung, Planung und Errichtung von schlüsselfertigen großen Photovoltaik-Kraftwerken in aller Welt spezialisiert hat. Es änderte zum August 2010 die Schreibweise seines Firmennamens von SolarHybrid in solarhybrid.
Gründungsidee des Unternehmens war die Vermarktung von Hybridmodulen, die sowohl die Sonnenwärme für die Brauchwasser-Erwärmung (Solarthermie) nutzen als auch die Sonnenstrahlung für die Erzeugung elektrischen Stroms. Die Photozellen für diese Module stammten von Q-Cells.

## Geschäftstätigkeit
Das Unternehmen begann 2008 mit der Vermarktung von Hybridmodulen. Im Mai 2010 wurde in Finowfurt mit Finow Tower I eine der damals größten Photovoltaik-Freiflächenanlagen fertiggestellt. Diese Anlage kostete 58 Millionen Euro und hat eine Nennleistung von 24,3 MW. Im Sommer 2011 trennte sich jedoch das Unternehmen von den Geschäftsbereichen Solarthermie und Verkauf von Photovoltaik-Modulen, um sich auf die Erstellung von Photovoltaik-Grosskraftwerken mit einer Leistung von mehr als 10 MWp zu fokussieren.
Im Anschluss an die Fertigstellung des Kraftwerkes Finowtower I wurden bis Ende 2011 weitere Großkraftwerke in Deutschland, Italien und in der Slowakei mit einer Gesamtleistung von fast 200 MWp entwickelt und erstellt. Die solarhybrid AG wurde somit innerhalb von zwei Jahren zum sechstgrößten Generalunternehmer für Photovoltaik-Großkraftwerke der Welt.
In unmittelbarer Nachbarschaft zu Finowtower I entstand im Jahre 2011 innerhalb von 15 Wochen eine Erweiterung mit Finow Tower II für 120 Millionen Euro. Zusammen bilden beide Anlagen mit 84,7 MW die zum damaligen Zeitpunkt größte Photovoltaik-Freiflächenanlage Europas. In beiden Fällen wurde Fremdkapital von der Commerzbank bereitgestellt.
Mit der Fertigstellung der Kraftwerke stieg der Umsatz der solarhybrid AG in kurzer Zeit stark an. Während er im Jahre 2009 mit dem Verkauf von Hybridmodulen noch Euro 15,1 Mio. betragen hatte, wurden mit Kraftwerken in 2010 bereits Euro 113,4 Mio. erzielt (insgesamt mit Hybridmodulen Euro 144,3 Mio., entsprechend 956 % Wachstum). Im ersten Halbjahr 2011 betrug der Kraftwerks-Umsatz mit Euro 104,9 Mio. bereits fast so viel wie im gesamten Vorjahr, und nur im dritten Quartal erzielte das Unternehmen einen Umsatz von Euro 181,1 Mio. Auch der Gewinn stieg stark an. Nach einem verlustreichen Jahr 2009, einem fast ausgeglichenen Jahr 2010, wurde in den ersten neuen Monaten 2011 ein Netto-Konzernergebnis von Euro 5,9 Mio. erzielt. Am 5. Oktober 2012 veröffentlichte das Unternehmen eine Umsatzprognose von „deutlich mehr als Euro 400 Mio.“ und einem EBIT von mehr als Euro 15 Mio. für das Jahr 2011, die bei der Notierung der Aktie im General Standard im November 2011 im Börsenprospekt bestätigt wurde. Wegen des Insolvenzantrages im März 2012 wurde jedoch kein Geschäftsbericht für das Geschäftsjahr 2011 veröffentlicht.
Im Februar 2012 kaufte Solarhybrid von der Solar Millennium AG die beiden Projekt-Holdinggesellschaften Solar Millennium Capital GmbH und Solar Millennium USA 2 GmbH, die zusammen über Solarprojekte in den USA mit einer Gesamtleistung von ca. 2.250 MWp verfügten. Anfang März wurde bekannt, dass Solarhybrid bereits im Oktober 2011 eine Zahlung von 7,5 Millionen Euro an Solar Millennium geleistet hatte. Nachdem Solar Millennium im Dezember 2011 einen Insolvenzantrag gestellt hatte, wurde im Rahmen der Insolvenzanfechtung (InsO § 129) diese Zahlung von der Staatsanwaltschaft geprüft. Die Ermittlungen führten zu keinen Anklagen oder Verfahren.

## Insolvenz aufgrund der EEG-Novelle 2012
Am 29. Februar 2012 überstellte die Bundesregierung dem Bundestag eine Formulierungshilfe für eine Novelle des Erneuerbare-Energien-Gesetzes (EEG), die vorsah, dass Photovoltaik-Anlagen mit einer Leistung von mehr als 10 MWp nur noch dann eine Einspeisevergütung erhalten sollten, wenn der Aufstellungsbeschluss zum Bebauungsplan vor dem 1. März gefasst war und die Anlage vor dem 1. Juli 2012 EEG konform fertiggestellt wird. Die solarhybrid AG gab daraufhin am 7. März 2012 bekannt, dass diese Änderung der Gesetzeslage die Ausführung von in Deutschland geplanten Anlagen verunmöglichen und bei ihr zu Abschreibungen von Investitionen in deutsche Projekte von mindestens Euro 7,5 Millionen führen würde. Ferner wurde bekannt gegeben, dass die Gewinnziele für das laufende Jahr nicht mehr erreicht werden könnten und wegen der unsicheren Rechtslage eine für die Akquisition in den USA und die weitere Unternehmensentwicklung geplante Platzierung einer Unternehmensanleihe abgesagt werden musste. Am 8. März 2012 wurde das Rating der solarhybrid AG (damals BBB) durch die Creditreform ausgesetzt.
Am 20. März 2012 wurde Insolvenzantrag beim Amtsgericht Arnsberg gestellt. Das Insolvenzverfahren wurde am 1. Juni 2012 eröffnet.
Die solarhybrid AG ist damit eines von insgesamt fünf börsennotierten Solarunternehmen (solarhybrid AG, Q-Cells, Ralos, Centrotherm photovoltaics, Conergy), die nach der Bekanntgabe der EEG-Novelle 2012 Insolvenzantrag oder Antrag auf Gläubigerschutz stellten. Ferner gaben die Großunternehmen Siemens und Bosch den Ausstieg aus der Solarbranche bekannt.

## Aktie
Die Aktie wurde am 12. Juni 2008 im Freiverkehr der Börse Frankfurt notiert. Am 17. November 2011 erfolgte die Notierung im General Standard der Frankfurter Börse.
Großaktionär war bei Insolvenzantrag mit rund 23 Prozent die BF Holding GmbH. Die Aktien befanden sich damals zu rund 72 Prozent in Streubesitz.
Nach der Meldung, dass Vorstand Tom Schröder Aktien in großem Umfang verkauft hatte, kam es zu erheblichen Kursverlusten. Innerhalb einer Woche sank der Aktienkurs am 13. März 2012 um rund 40 Prozent ab. Tiefstkurs war 0,63 Euro. Damit summierte sich der Wertverlust seit dem 5. März auf fast 85 Prozent.
Die Börsennotierung wurde Mitte des Jahres 2015 auf Antrag des Insolvenzverwalters eingestellt.